# Versicane

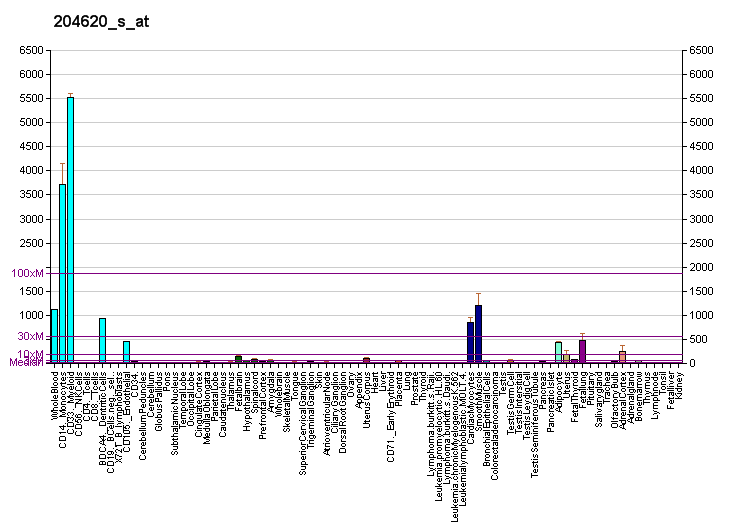
Profil d'expression génétique du gène VCAN

Le versicane est une protéoglycane de type sulfate de chondroïtine. Son gène est le VCAN situé sur le chromosome 5 humain.

## Rôles
Il favorise la cicatrisation par l'intermédiaire du TGF bêta. Il a un rôle dans l'embryologie cardiaque, en particulier dans la formation du septum interventriculaire. Il est secrété par les fibroblastes cardiaques, permettant la prolifération des cardiomyocytes par l'intermédiaire de l'activation de l'intégrine bêta 1.